# Dokumentation deutschsprachiger Verlage
Dokumentation deutschsprachiger Verlage ist der Titel einer von 1962 bis 2004 etwa alle drei Jahre erschienenen Zeitschrift, die die im  deutschen Sprachraum tätigen Verlage verzeichnete.
Die anfangs von Curt Vinz herausgegebene, teils auch wie ein Adressbuch für die in der Schweiz, Österreich und Deutschland tätigen Verlage gedachte Dokumentation erschien bis 1998 in München und Wien im Olzog Verlag, zeitweilig in Landsberg am Lech im Verlag Moderne Industrie und zuletzt in Frankfurt am Main im Verlag Redline Wirtschaft.
Die Schrift zählt hinsichtlich der Gemeinsamen Normdatei (GND) in der Zitierform „Olzog“ zur Liste der fachlichen Nachschlagewerke für die Gemeinsame Normdatei der Deutschen Nationalbibliothek.
2004/2005 erschien eine CD-ROM-Ausgabe des Werkes.